# Juan Salvador Gaviota (película)
Jonathan Livingston Seagull (en español, Juan Salvador Gaviota) es una película de drama estadounidense de 1973 dirigida por Hall Bartlett y basada en la novela corta Juan Salvador Gaviota, de Richard Bach.

## Argumento
Juan Salvador Gaviota está subiendo a través del cielo con la esperanza de viajar a una velocidad de más de 60 millas por hora (96,56km/h). Con el tiempo y con suerte, él es capaz de romper esa barrera, pero cuando vuelve a su propia bandada es recibido con cualquier cosa menos aplausos. Los ancianos de la bandada se avergüenzan de él por hacer cosas que otras gaviotas no se atreven a hacer. Juan afirma que quiere quedarse y compartir su nuevo descubrimiento con todo el mundo, pero los ancianos lo tratan con desprecio, y es desterrado de la manada. Juan se va por su cuenta, creyendo que toda esperanza está perdida. Sin embargo, es recibido por misteriosas gaviotas de otras tierras que le aseguran que su talento es único, y con ellas, Juan se entrena para convertirse en un ser independiente y orgulloso de sus creencias. Finalmente, Juan termina por convertirse en un mentor para otras gaviotas que están sufriendo en sus propias bandadas el mismo destino que sufrió él.

## Premios
Las numerosas tomas de paisajes, durante el recorrido de los viajes de Juan, contribuyeron a su nominación al Oscar a la Mejor Fotografía.
La película fue nominada a los Premios de la Academia de 1973 a la Mejor Fotografía (Jack Couffer) y Mejor Montaje (Frank P. Keller y James Galloway).

## Reparto

### Voces
- James Franciscus ...Juan Salvador Gaviota
- Juliet Mills ...La Chica
- Philip Ahn ...	Chang
- David Ladd ...	Fletcher Lynd Seagull
- Kelly Harmon ...Kimmy
- Dorothy McGuire...Madre
- Richard Crenna	 ...Padre

### Doblaje - Los Ángeles
- Arturo Mercado - Juan Salvador Gaviota
- Magdalena Leonel - Chica
- Isidro Olace - Chang
- Juan Alfonso Carralero - Fletcher Lynd Seagull
- Amparo Brown - Kimmy

## Recepción
La película fue muy criticada ya que en el momento de su lanzamiento en 1973. Roger Ebert, quien sólo le concedió uno de cada cuatro estrellas, confesó que él salió de la selección, escribiendo: "Esto tiene que ser el mayor pseudocultural, los aspirantes a la estafa metafísica del año".